# Shadow Complex
Shadow Complex è un videogioco a piattaforme sviluppato da Chair Entertainment e pubblicato nel 2009 da Microsoft Game Studios per Xbox 360.
Nel 2015 Epic Games ne ha realizzato una conversione per Microsoft Windows, PlayStation 4 e Xbox One dal titolo Shadow Complex Remastered.

## Trama
La storia di Shadow Complex è basata sul romanzo Empire di Orson Scott Card. Il protagonista di Shadow Complex è Jason Fleming (doppiato da Nolan North) che, durante un'escursione, si imbatte accidentalmente in una base sotterranea di un'organizzazione terroristica denominata Progressive Restoration.

## Sviluppo
Il direttore creativo Donald Mustard ha dichiarato che il gameplay di Shadow Complex è derivato da Super Metroid e da Castlevania: Symphony of the Night.
La versione per PlayStation 4 di Shadow Complex è inclusa nella lista dei dieci titoli giocabili sulla console ma non compatibili con PlayStation 5. Il 19 novembre 2020 è stata annunciata una patch del gioco che ne permette l'utilizzo sulla nuova console.

## Accoglienza
L'edizione australiana di IGN ha inserito Shadow Complex nella lista dei migliori giochi del 2009. Nonostante un tentativo di boicottaggio del gioco legato alle posizioni sui diritti degli omosessuali di Orson Scott Card, il titolo ha venduto oltre 200 000 copie durante la prima settimana dal lancio, diventando il gioco per giocatore singolo più scaricato su Xbox Live Arcade.